# Rojlanka (hromada Uspeniwka)
Rojlanka (ukr. Ройлянка) – wieś na Ukrainie, w obwodzie odeskim, w rejonie białogrodzkim, w hromadzie Uspeniwka. W 2001 liczyła 1747 mieszkańców, spośród których 1675 wskazało jako ojczysty język ukraiński, 43 rosyjski, 14 mołdawski, 8 bułgarski, 2 gagauski, 2 inny, a 3 osoby się zadeklarowały.